# Leena Peisa

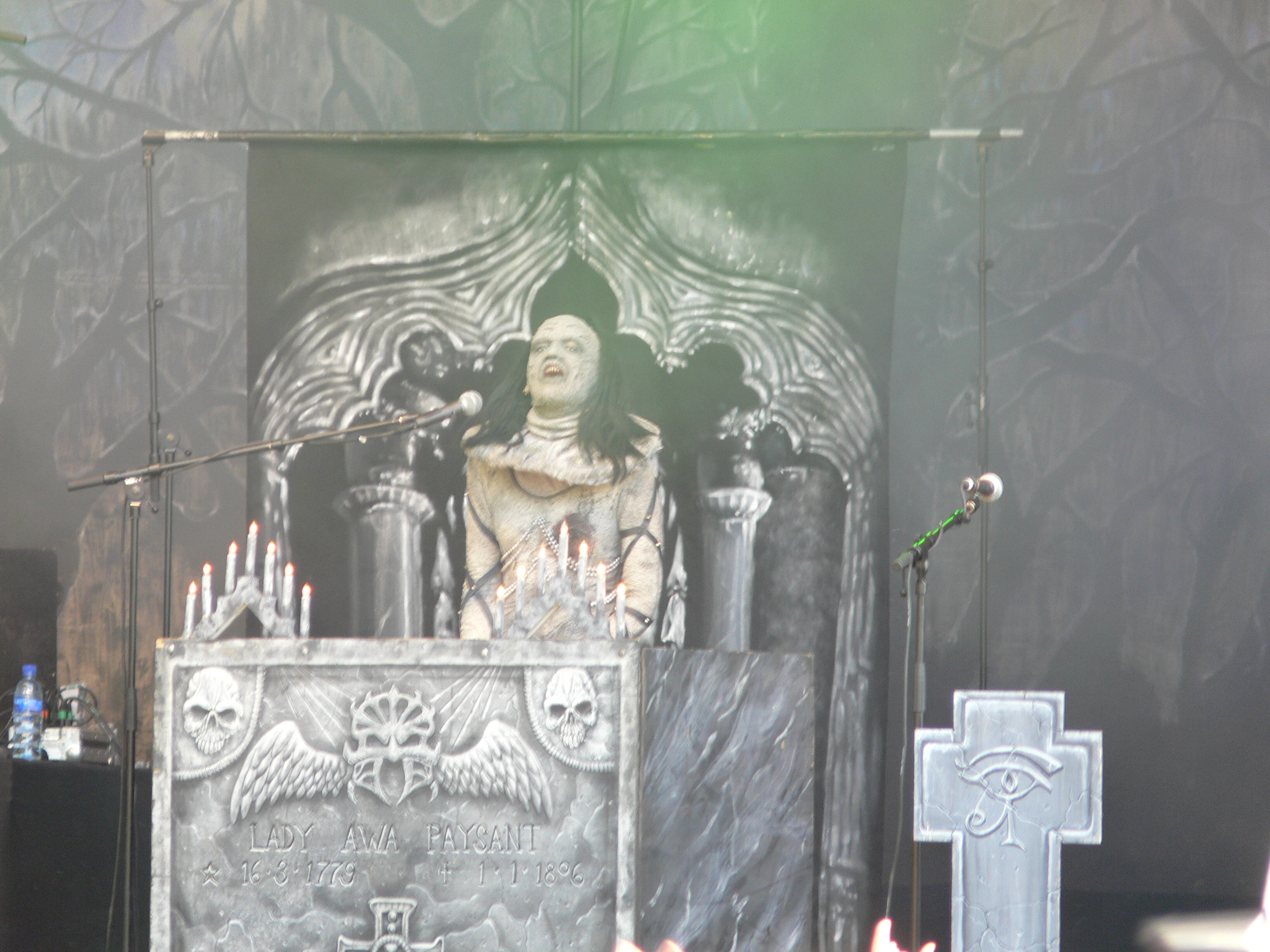
Awa på scen.

Leena Peisa, född 16 mars 1979 i Borgå, var medlem i det finska hårdrocksbandet Lordi där hon spelade synth. Hennes artistnamn var Awa och hon föreställde en död häxa med ormögon, torr hud och svart risigt hår. Hon avgick självmant 2012 av en okänd anledning. Namnet Awa kommer från engelskans "var på vakt" (Be Aware). Awa har spelat piano sedan hon var fem år och hon har spelat synth sedan tonåren. Awa fick ta över efter Enary slutade i gruppen. Den nyaste gruppmedlemmen Hella har ersatt Awa. Awa har även sagt att den läskigaste film hon vågar se är Ghostbusters - Spökligan. Hennes favoritlåt med KISS är Tears Are Falling och hennes favoritlåtar att spela med Lordi är Get Heavy och Bringing Back The Balls to Rock.
I en intervju har hon sagt att hon har satt upp en poster av Justin Timberlake i bandets turnébuss för att hon tycker att han är söt.
Det tog 3 timmar för Awa att göra sig i ordning innan varje spelning.